# Брунауэр, Стивен
Стивен Брунауэр (англ. Stephen Brunauer, при рождении Иштван Брунауэр, венг. Brunauer István; 12 февраля 1903, Будапешт — 6 июля 1986) — американский химик венгерского происхождения, работал в основном в области адсорбции на поверхности твердых тел.

## Детство и юность
Детство и юность Брунауэр провел в Будапеште. Мать была швеёй, а отец безработным из-за своей слепоты. В 1921 году Брунауэр эмигрировал в Соединенные Штаты к дяде, который владел продуктовым магазином в Нью-Йорке. Брунауэр изучал химию в Колумбийском университете, получив в 1925 году степень бакалавра. Степень магистра он получил в 1929 году в университете Джорджа Вашингтона, в котором он познакомился с Эдвардом Теллером.

## Карьера
По окончании университета молодого ученого пригласили в Министерство сельского хозяйства США на должность младшего химика. Там он работал с Полом Эмметтом. В 1930 году они опубликовали первую совместную работу по катализаторам для синтеза аммиака. В 1933 году Брунауэр получил докторскую степень, защитив диссертацию «Адсорбция азота на поверхности железного катализатора при синтезе аммиака». Эта работа в конечном итоге привела к развитию метода определения площади поверхности адсорбентов (Брунауэр и Эмметт, 1937) и появлению теории полимолекулярной адсорбции (БЭТ) (Брунауэр-Эмметт-Теллер) в 1938 году и теории БДДТ (Брунауэр-Деминг, Деминг-Теллер) в 1940 году.
После нападения на Пёрл-Харбор, он решил пойти на войну. В 1942 году Брунауэр был зачислен в запас военного флота США, а через несколько месяцев возглавил отдел по разработке взрывчатых веществ. Он привлёк в качестве консультанта флота Альберта Эйнштейна за плату в размере $25 за сутки. Их тесное сотрудничество оказалось весьма успешным.
В 1946 году Стивен Брунауэр был уволен из военно-морского флота. С 1951 году работал в объединении компаний по добыче портландцемента, где он стал руководителем фундаментальных исследований. Брунауэр создал новый подход к изучению упрочнённых микроструктуры цемента, возродил интерес к пористости портландцемента и стимулировал исследования в других лабораториях.
Заключительный этап в карьере Брунауэра начался в 1965 году с его назначением на пост председателя факультета химии в Кларксоновском технологическом колледже (Потсдам, штат Нью-Йорк). Он стал первым директором Кларксоновского института коллоидной химии и химии поверхности. Это дало возможность объединить свои научные интересы в газовой адсорбции и изучение цемента и других пористых материалов. В течение следующих восьми лет Брунауэр и другие ученые разрабатывали метод анализа изотерм адсорбции пористых структур. Эта работа имела огромное значение и по-прежнему является предметом изучения.
Профессор Брунауэр занимался своим любимым делом и после выхода на пенсию в 1973 году, когда ему было присвоено почетное звание профессора Кларксоновского университета, специально созданное для него.